# محوطه مشته لکی
محوطه مشته لکی مربوط به دوران‌های تاریخی پس از اسلام است و در شهرستان مینودشت، بخش گالیکش، روستای کندسکوه واقع شده و این اثر در تاریخ ۲۷ مرداد ۱۳۸۲ با شمارهٔ ثبت ۹۷۱۳ به‌عنوان یکی از آثار ملی ایران به ثبت رسیده است.